# زیردریایی یو-۲۱۳
زیردریایی یو-۲۱۳ (به انگلیسی: German submarine U-213) یک زیردریایی بود که طول آن ۷۶٫۹ متر (۲۵۲ فوت ۴ اینچ) بود. این زیردریایی در سال ۱۹۴۱ ساخته شد.